# Guerra civile in Ruanda
La guerra civile in Ruanda (1990-1993) contrappose le forze governative del presidente Juvénal Habyarimana e i ribelli del Fronte Patriottico Ruandese (Rwandan Patriotic Front, RPF) e, dal punto di vista etnico, gli Hutu e i Tutsi. Le ostilità cominciarono il 2 ottobre 1990 e terminarono il 4 agosto 1993 con la firma degli accordi di Arusha. Appena un anno dopo la conclusione del conflitto, tuttavia, l'assassinio di Habyarimana portò a una nuova crisi, sfociata nel Genocidio del Ruanda del 1994. 
Altri conflitti nell'area che appaiono strettamente correlati alla guerra civile ruandese, e al conflitto fra Hutu e Tutsi, sono la prima guerra del Congo (1996-1997) e la seconda guerra del Congo (1998-2003). A causa della forte correlazione fra questi eventi e altri successivi (alcuni dei quali ancora in corso), alcune fonti forniscono diverse datazioni per la guerra civile ruandese, o addirittura la considerano non ancora conclusa.

## Contesto
Il conflitto ha le proprie origini nelle tensioni etniche fra Hutu e Tutsi che furono rafforzate in epoca coloniale in seguito alla scelta dell'amministrazione belga di formalizzare e consolidare la contrapposizione fra i due gruppi. Ai Tutsi, che costituivano l'aristocrazia tradizionale ruandese, furono concessi numerosi benefici e uno status sociale esplicitamente superiore a quello della maggioranza Hutu. Con l'indipendenza del Ruanda, questa situazione diede inizio a un'epoca di rivendicazioni da parte degli Hutu, in parte anche motivate dagli ideali di democrazia che gli stessi diplomatici belgi avevano introdotto presso la popolazione della colonia.
La crisi economica (dovuta tra l'altro al crollo del prezzo del caffè sui mercati internazionali) e la carestia che nel 1990 si abbatterono sul paese contribuirono ad alimentare queste tensioni. Nello stesso anno, molti profughi Tutsi fuggiti dal Ruanda nei decenni precedenti cominciarono a rientrare, in particolare dall'Uganda, dove andava definendosi in quegli anni una politica interna sempre più xenofoba.
La maggioranza Hutu del Ruanda, e lo stesso governo del paese, si opposero a questo rimpatrio, adducendo tra l'altro la motivazione che i Tutsi provenienti dall'Uganda erano ormai troppo lontani dalla realtà culturale e sociale ruandese, persino per motivi linguistici, essendo l'Uganda un paese anglofono e il Ruanda un paese francofono. Per sostenere in modo più efficace i propri diritti, i Tutsi rimpatriati si organizzarono in un'associazione politico-militare chiamata fronte patriottico ruandese, guidata dal generale maggiore Fred Rwigema.

## Tentativo di invasione del 1990
Le iniziative intraprese dal presidente del Ruanda Juvénal Habyarimana allo scopo di riconciliare Hutu e Tutsi (fra cui la nomina di una commissione nazionale sulla questione) non risultarono convincenti per l'RPF. Il 1º ottobre 1990 cinquanta ribelli dell'RPF attraversarono il confine fra Uganda e Ruanda, uccidendo le guardie di frontiera e consentendo il successivo ingresso nel paese di un esercito di oltre 4000 Tutsi ben addestrati, in gran parte provenienti dall'esercito ugandese.
Contemporaneamente furono comunicate pubblicamente le richieste dell'RPF, che riguardavano sia la discriminazione etnica nei confronti dei Tutsi in Ruanda che altri aspetti dell'economia e della struttura sociale del paese, e che contribuirono a creare, anche sul piano internazionale, l'immagine dell'RPF come di un movimento democratico e tollerante che si opponeva a un regime dispotico e corrotto. Il presidente dell'Uganda Yoweri Museveni sostenne che l'invasione del Ruanda era avvenuta senza alcuna consultazione dei ribelli col governo ugandese, che si era trovato di fronte al fatto compiuto; tuttavia, l'Uganda scelse di appoggiare l'RPF. Lo stesso Museveni giustificò in seguito questa scelta dicendo che la sconfitta dell'RPF "sarebbe stata dannosa per i Tutsi del Ruanda e non buona per la stabilità interna dell'Uganda".
Nonostante l'assassinio di Fred Rwigema da parte del suo subcomandante Peter Bayingana, avvenuto tre giorni dopo l'inizio della guerra, i ribelli dell'RPF apparvero subito in netto vantaggio rispetto all'esercito regolare ruandese (Rwandan Armed Forces, RAF), che era peggio addestrato e non molto più numeroso. Il 4 ottobre il governo ruandese lanciò un appello chiedendo l'aiuto del Belgio, mentre l'RPF prendeva Gatsibo e Gabiro preparandosi a marciare sulla capitale Kigali. Il Belgio espresse il proprio appoggio a Habyarimana, ma non inviò aiuti militari ottemperando alle proprie norme interne sul non intervento in contesti di guerra civile.
Il mancato intervento del Belgio fu controbilanciato però da quello della Francia. Il governo francese aveva stipulato già nel 1975 un patto di difesa con Habyarimana. Inoltre, le autorità francesi (a differenza di quelle belghe) interpretarono la crisi ruandese non come guerra civile ma come aggressione da parte "di una nazione di lingua inglese" (l'Uganda). Con l'operazione "Noroît", i francesi dislocarono in Ruanda diverse compagnie di paracadutisti e altre forze speciali; fornirono inoltre alle forze governative ruandesi pezzi di artiglieria e altro materiale bellico. L'intervento francese (a cui si aggiunse anche quello da parte dello Zaire) impedì all'RPF di trionfare raggiungendo la capitale, e modificò l'assetto politico dell'area, con la Francia che di fatto soppiantava il Belgio come principale interlocutore europeo del Ruanda.
Il 7 ottobre le forze governative diedero inizio alla controffensiva. I ribelli, che non erano preparati a un conflitto di lunga durata e non potevano affrontare le armi pesanti dell'esercito regolare in un conflitto convenzionale, iniziarono a ritirarsi. Verso la fine di ottobre due leader dell'RPF furono arrestati dalle autorità ugandesi per l'assassinio di Rwigema e successivamente giustiziati. Ormai allo sbando, i ribelli si diedero alla macchia rifugiandosi nelle savane dell'Akagera National Park, nella parte nordorientale del Ruanda.
Riacquisito il controllo del paese, il governo iniziò un'azione sistematica di identificazione e arresto dei presunti simpatizzanti dell'RPF, con decine di migliaia di arresti a Kigali e altrove. Durante questa operazione si registrarono numerosi episodi di pulizia etnica perpetrati nei confronti dei Tutsi, con centinaia di civili sottoposti a esecuzioni sommarie nelle città e nei villaggi.

## Guerriglia
Mentre l'RPF era in rotta rientrò in Ruanda Paul Kagame, uno dei leader del movimento, che durante il conflitto si trovava negli Stati Uniti. Kagame radunò i circa 2000 combattenti rimasti e si ritirò dall'Akagera alle foreste del versante ugandese dei monti Virunga. Qui riorganizzò le proprie forze, ricostruendo la leadership del movimento e arruolando uomini di altri gruppi della diaspora Tutsi, come i Banyamulenge dello Zaire. All'inizio del 1991 l'RPF era tornato a contare circa 5000 uomini, e questo numero crebbe rapidamente negli anni successivi.
Rinnovato l'assetto dell'RPF, Kagame diede inizio a una nuova fase del conflitto, cercando di destabilizzare il governo con azioni di guerriglia. Il primo obiettivo fu la città di Ruhengeri, che i ribelli presero il 23 gennaio 1991, razziandola per rifornirsi di armi e per liberare numerosi prigionieri politici, e che lasciarono per ritirarsi nelle foreste la sera stessa.
L'azione a Ruhengeri diede inizio a un lungo periodo di guerriglia nel nord del Ruanda, senza scontri rilevanti fra le forze contrapposte. Nel frattempo, l'RPF iniziò a trasmettere propaganda dall'Uganda attraverso la stazione radio Radio Muhabura, accusando il governo di Kigali di genocidio. Diversi tentativi di stabilire un cessate il fuoco furono fatti nei mesi successivi; il primo ad avere un risultato almeno temporaneo fu quello firmato il 13 luglio 1992 ad Arusha, in Tanzania (da non confondersi con i successivi accordi di Arusha, firmati nell'agosto 1993).
La segnalazione di nuovi massacri di Tutsi in alcune zone del paese spinse l'RPF a lanciare un'offensiva in grande stile l'8 febbraio 1993. Presa nuovamente Ruhengeri, l'RPF si preparò per la seconda volta a marciare verso la capitale. Durante la loro avanzata nel paese i ribelli seminarono il terrore nella popolazione Hutu, massacrando e razziando, e causando oltre 1 milione di profughi. Anche in questo caso i successi dell'RPF spinsero il governo francese a intervenire, inviando centinaia di soldati e munizioni per l'artiglieria dell'esercito governativo. Il 20 febbraio, i ribelli (che erano arrivati ad appena 30 km da Kigali) dichiararono unilateralmente il cessate il fuoco e iniziarono a ritirarsi.
Nei mesi successivi sembrò che l'RPF e il governo potessero finalmente trovare un accordo, convenendo col governo, tra l'altro, che l'RPF avrebbe avuto una propria rappresentanza diplomatica nel palazzo del Parlamento. Allo stesso tempo, però, cresceva il malcontento presso la popolazione Hutu, che vedeva l'azione dell'RPF non come un tentativo di ristabilire i diritti dei Tutsi nel paese, bensì come un tentativo dei Tutsi di tornare alla loro antica posizione di supremazia. Il presidente Habyarimana accolse questo malcontento organizzando nuove azioni repressive nei confronti dei Tutsi e degli Hutu che simpatizzavano per l'RPF. Il fatto che queste azioni avessero spesso i connotati del genocidio organizzato vanificò i progetti di pacificazione fra le parti.

## Accordi di Arusha
Nel luglio 1993 riprese l'azione diplomatica cominciata un anno prima ad Arusha, e alla quale contribuirono attivamente anche Francia e Stati Uniti. Due importanti incontri avvenuti in Ruanda il 19 e il 25 luglio stabilirono le basi per una soluzione definitiva del conflitto, che fu firmata il 4 agosto 1993 ancora ad Arusha. Gli "accordi di Arusha", tra l'altro, riducevano i poteri del presidente del Ruanda, trasferendone gran parte al Governo transitorio di larga base, un organo che comprendeva molti rappresentanti dell'RPF. Veniva inoltre formalizzata una maggiore presenza dell'RPF sia nel parlamento che nell'esercito. La firma definitiva del protocollo da parte del presidente Habyarimana e dal leader dell'RPF Alexis Kanyarengwe avvenne il 3 ottobre 1993.

## Genocidi
La pace ottenuta con gli accordi di Arusha era destinata ad avere breve durata. Il 6 aprile 1994, l'aereo su cui viaggiava Habyarimana fu abbattuto da un missile terra-aria. Fra le vittime, oltre allo stesso Habyarimana, ci fu il presidente del Burundi Cyprien Ntaryamira. Benché questa azione non fosse rivendicata da alcun gruppo politico (e le responsabilità siano tuttora da accertare), essa scatenò una violenta rappresaglia nei confronti dei Tutsi, principalmente ad opera di due gruppi paramilitari Hutu, Impuzamugambi e Interahamwe. Questi diedero inizio al massacro sistematico degli oppositori politici del governo e della popolazione Tutsi in generale. Il genocidio durò tre mesi, e portò all'uccisione di centinaia di migliaia di persone (937 000 secondo l'RPF).

## Vittoria dell'RPF
Il massacro fece riaprire le ostilità fra l'RPF e il FAR. In questa nuova fase della guerra civile, il successo dell'RPF (ancora guidato da Kagame) risultò più netto che nei conflitti precedenti. Con un'offensiva su tre fronti cominciata l'8 aprile, i ribelli giunsero a circondare gradualmente la capitale Kigali, costringendo il governo alla fuga il 12 aprile. La vera e propria caduta di Kigali fu lenta e graduale; il 5 maggio l'aeroporto di Kigali chiuse in seguito agli intensi bombardamenti e il 22 cadde in mano all'RPF; nello stesso periodo furono bloccate dai ribelli le principali vie d'accesso alla città. La capitolazione definitiva avvenne il 3 luglio. Nel frattempo, l'RPF aveva già esteso il proprio controllo a numerose altre aree del paese, e alla caduta di Kigali seguirono in rapida successione quelle di altri centri urbani importanti come Ruhengeri e Gisenyi.
Questa volta, l'intervento francese ebbe l'unico risultato di rallentare l'avanzata dell'RPF su alcuni fronti e il 21 agosto 1994, di fronte alla evidente disfatta delle forze governative, i transalpini cedettero ai ribelli il controllo della parte sudoccidentale del paese, che avevano fino a quel momento difeso. L'RPF giunse così a controllare l'intero Ruanda, instaurando un nuovo sistema politico, con Kagame come presidente. 

## La fuga degli Hutu
La risposta dell'RPF al genocidio aggravò ulteriormente la catastrofe umanitaria in Ruanda. Circa un milione di profughi Hutu fuggirono dai combattimenti verso i paesi confinanti (Burundi, Tanzania, Uganda e Zaire); a migliaia morirono di colera e dissenteria. 
La comunità internazionale intervenne con uno dei progetti umanitari su più grande scala mai messi in atto. Tuttavia, l’arrivo di un milione di rifugiati divenne il terreno fertile che avrebbe scatenato la Prima e la Seconda Guerra del Congo e che avrebbe lasciato nell'ex Zaire il tragico bilancio di 3,8 milioni di morti e un gran numero di esuli.
Mobutu Sese Seko era accusato di mostrarsi molto tollerante verso agli estremisti hutu presenti tra la popolazione rifugiata, consentendo loro di operare impunemente. Nell'ottobre 1996, ciò portò a una rivolta del gruppo etnico tutsi Banyamulenge nello Zaire orientale (sostenuto politicamente e militarmente dal Ruanda), che segnò l'inizio della prima guerra del Congo.

## Estensione del conflitto allo Zaire
La guerra civile ruandese ebbe conseguenze sulla stabilità dell'intera regione. Poiché numerosi militanti Hutu erano fuggiti in Zaire, stabilendosi presso il confine, nel 1996 il nuovo governo ruandese ordinò alle proprie truppe di sconfinare per eseguire operazioni di rastrellamento dei campi profughi. L'operazione ebbe il supporto dell'Uganda e della Alleanza delle Forze Democratiche per la Liberazione del Congo (AFDL), un'organizzazione di ribelli dello Zaire comandata da Laurent-Désiré Kabila. Per sfuggire ai rastrellamenti, gli Hutu si spostarono verso l'interno, in direzione della capitale Kinshasa; l'AFDL li seguì, e la caccia ai profughi si trasformò rapidamente in una marcia dell'esercito di Kabila verso la capitale e quindi in un colpo di Stato. Questa operazione portò in definitiva alla caduta del governo di Mobutu Sese Seko e alla proclamazione di Kabila presidente dello Zaire, ribattezzato Repubblica Democratica del Congo nel maggio del 1997.
Appena un anno dopo, tuttavia, i rapporti fra Kabila e i governi che lo avevano sostenuto peggiorarono rapidamente, e Uganda e Ruanda cercarono di destituirlo appoggiando diversi movimenti ribelli, fra cui il Rassemblement Congolais pour la Démocratie e il Mouvement de Libération du Congo. Questo diede inizio alla seconda guerra del Congo, uno dei conflitti più sanguinosi della storia dell'Africa postcoloniale (oltre 5 000.000 di vittime). Terminata ufficialmente nel 2003, questa guerra ha avuto in realtà numerosi sviluppi successivi; ad essa sono parzialmente riconducibili anche le situazioni di crisi tuttora in atto nel Congo, come il conflitto del Kivu.